# Абрамян, Сурен Теодорович
Сурен Теодорович Абрамян (арм. Սուրեն Աբրամյան; 22 сентября 1910, Баку — 20 ноября 1982, Баку) — советский шахматист; мастер спорта СССР (1938), заслуженный тренер СССР (1960). Судья всесоюзной категории (1955).

## Биография
По образованию инженер-энергетик.
Руководитель шахматной школы бакинского Дворца пионеров (1940 — 70-е гг.). Его учениками были Владимир Багиров, Татьяна Затуловская, Нонна Каракашян, Олег Приворотский (первый тренер Гарри Каспарова), Леонид Листенгартен и другие.
Вёл шахматную рубрику в республиканской газете.

## Спортивные достижения
| Год  |                | Наименование соревнования       | + | − | =  | Очки    | Место |
| ---- | -------------- | ------------------------------- | - | - | -- | ------- | ----- |
| 1935 | Эривань        | Чемпионат Закавказской СФСР     | 5 | 0 | 8  | 9 из 13 | 3     |
| 1938 | Тбилиси        | Чемпионат Тбилиси               |   |   |    |         | 1     |
|      | Ленинград      | Полуфинал 11-го чемпионата СССР | 2 | 3 | 12 | 8 из 17 | 10    |
| 1940 | Львов          | Показательный турнир            |   |   |    |         | 5     |
| 1941 | Ростов-на-Дону | Полуфинал 13-го чемпионата СССР | 1 | 1 | 2  | 2 из 4  | [ 5 ] |